# Jean-Baptiste Brunet (homme politique)
Pour les articles homonymes, voir Jean-Baptiste Brunet et Brunet.
Jean-Baptiste Brunet est un homme politique français né le 3 novembre 1814 à Limoges (Haute-Vienne) et décédé le 19 août 1893 à Ivry-sur-Seine.

## Biographie
Fils d'officier, il entre à l'école Polytechnique en 1833. Officier d'artillerie, il est capitaine en 1840. En 1842, il publie une histoire générale de l'artillerie qui est remarquée. Il est député de la Haute-Vienne de 1848 à 1849, et se fait surtout remarquer par ses discours longs et monotones. Battu en 1849, il réintègre l'armée. Refusant de prêter serment à l'Empire en 1851, il est rayé des cadres. Pendant le siège de Paris, en 1870, il publie des articles de critique militaire qui lui valent une certaine popularité. Il est élu représentant de la Seine de 1871 à 1876. D'abord à gauche, il passe à droite, et fait preuve d'initiatives et de propos fantaisistes concernant la religion.

## Sources
- « Jean-Baptiste Brunet (homme politique) », dans Adolphe Robert et Gaston Cougny, Dictionnaire des parlementaires français, Edgar Bourloton, 1889-1891 [détail de l’édition]